# Solenzo
Solenzo este un oraș din provincia Banwa, Burkina Faso.